# خلافت
خِلافَت (عربی: خِلَافَة) یک دولت اسلامی است تحت رهبری یک حاکم اسلامی با عنوان خلیفه است، شخصی که جانشین مذهبی-سیاسی محمد و رهبر تمام امت اسلامی محسوب می‌شود. در دورهٔ قرون وسطی، سه خلافت بزرگ یکی پس از دیگری جانشین هم شدند: خلافت راشدین (۶۳۲–۶۶۱)، خلافت اموی (۶۶۱–۷۵۰)، خلافت عباسی (۷۵۰–۱۲۵۸). در خلافت بزرگ چهارم، خلافت عثمانی، سلاطین عثمانی از سال ۱۵۱۷ ادعای خلافت بر مسلمانان را کردند. در طول تاریخ اسلام، چند کشور مسلمان دیگر، که تقریباً همه سلطنت موروثی بودند، ادعای خلافت داشتند، اما توسط عامه مسلمانان به رسمیت شناخته نشدند. مانند سلطنت ممالیک در قاهره .
نخستین خلافت، خلفای راشدین، بلافاصله پس از مرگ محمد در سال ۶۳۲ جانشین وی شدند. چهار خلیفه راشدین از طریق شورا، روندی از رایزنی و همفکری با جامعه که برخی آن را شکل اولیهٔ دموکراسی اسلامی می‌دانند، انتخاب شدند. خلیفه چهارم، علی، که برخلاف سه خلیفهٔ قبلی از طایفهٔ خود محمد (بنی هاشم) بود، طبق باور شیعیان اولین خلیفه و جانشین به حق محمد است. علی در زمان فتنه اول (۶۵۹–۶۶۱) — جنگ داخلی میان علی با طرفداران خلیفهٔ مقتول سابق، عثمان از بنی امیه، و با همچنین شورشیان مصر — حکومت می‌کرد. این جنگ‌ها در نهایت منجر به صلح خلیفه بعدی حسن مجتبی با معاویه و تأسیس خلافت موروثی امویان، تحت حکومت معاویه اول، در سال ۶۶۱ شد.
خلافت دوم، خلافت امویان، به‌دست خاندان بنی امیه، یک قبیله مکی از تبار امیه بن عبدشمس اداره می‌شد. این خلافت به فتوحات مسلمانان ادامه داد و قفقاز، ماورالنهر، سند، مغرب و اندلس را داخل جهان اسلام کرد. این خلافت مورد حمایت و پذیرش تعداد قابل توجهی از مسیحیان در قلمروی خود بود که این ضروری بود زیرا تعداد بسیاری مسیحی در قلمروی آنها، به ویژه در شامات، وجود داشت. به دنبال جنبش سیاه‌جامگان (۷۴۶–۷۵۰)، که مورد حمایت بسیاری از اتباع غیرعرب امویان، به دلیل تبعیض‌هایی که بر اتباع غیرغرب روا می‌شد، بود، خلافت اموی سقوط و بازماندگان آن به اندلس متواری و خلافت عباسیان در سال ۷۵۰ تأسیس می‌شود.
عباسیان، خلافت سوم، توسط سفاح از خاندان بنی عباس، تاسیس شد که از خاندانی مکی‌تبار که از طریق عباس، عموی محمد، با محمد خویشاوندی داشتند، اداره می‌شد. منصور، دومین خلیفهٔ عباسی، شهر بغداد را در سال ۷۶۲ بنا و آن را پایتخت قرار می‌دهد. این شهر، در دوره‌ای که موسوم به عصر طلایی اسلام است، به عنوان یک مرکز علمی، فرهنگی و هنری بزرگ جهان اسلام تبدیل شد. از قرن دهم میلادی، نفوذ دولت عباسی تنها به بغداد و مناطق اطراف آن محدود می‌شد و چندین بار توسط دیگر قدرت‌های منطقه اشغال شد. در سال ۱۲۵۸، مغولان بغداد را تصرف و خلافت عباسی را پس از ۵۰۰ سال منقرض کردند. اما بازماندگان عباسیان به مملوکان مصر پناه بردند و در قاهره خلافت عباسی را دوباره تأسیس کردند. با وجود آنکه خلیفه دیگر فاقد قدرت سیاسی بود اما تا زمان تسخیر مصر به‌دست عثمانی‌ها در سال ۱۵۱۷، همچنان در امور مذهبی ادعای اقتدار داشتند.
خلافت عثمانی، خلافت چهارم، پس از تصرف قاهره توسط سلطان سلیم در سال ۱۵۱۷ تأسیس شد. همچنین این فتوحات به عثمانی‌ها قدرت تسلط و اعمال نفوذ در شهرهای مکه و مدینه، که پیشتر تحت سلطهٔ مملوکان بودند، را داد. عثمانی‌ها به تدریج در عمل به عنوان رهبران و نمایندگان اسلام و یکی از امپراتوری‌های باروت مورد توجه قرار گرفتند. به دنبال شکست آنها در جنگ جهانی اول، امپراتوری وسیع آنها توسط انگلستان و جمهوری سوم فرانسه تجزیه شد. جمهوری ترکیه در ۲۹ اکتبر ۱۹۲۳، اعلام موجودیت کرد و به عنوان بخشی از اصلاحات نخستین رئیس جهور آن، مصطفی کمال آتاترک، مجلس ملی کبیر ترکیه در ۳ مارس ۱۹۲۴، اصل خلافت در قانون اساسی را لغو کرد.
چند دولت دیگر که در طول تاریخ وجود داشته‌اند ادعای خلافت کرده‌اند، از جمله خلافت ایوبیان در زمان سلطنت صلاح الدین ایوبی (۱۱۷۴–۱۱۹۳)، خلافت فاطمیان در شمال شرقی آفریقا (۹۰۹–۱۱۷۱)، خلافت قرطبه در اندلس (۹۲۹–۱۰۳۱)، خلافت بربرهای موحدون در مراکش (۱۱۶۹–۱۲۶۹) و خلافت سوکوتو در شمال نیجریه امروزی (۱۸۰۴–۱۹۰۳).
شاخهٔ سنی اسلام به برگزیده شدن خلیفه از جانب خداوند اعتقادی ندارد و معتقد است خلیفه یک منصبی است که توسط امت اسلامی انتخاب می‌شود. با این حال، پیروان اسلام شیعه معتقدند خلیفه باید امامی باشد که خدا از طرف اهل بیت برگزیده است.
در اوائل قرن بیست و یکم، به دنبال شکست بهار عربی و شکست خلافت خودخواندهٔ داعش، دیده شده‌است که «استقبال عمومی گسترده از هویت جمعی اسلامی» توسط مسلمانان جوان افزایش یافته و جاذبهٔ خلافت به عنوان «دولت آرمانی آینده اسلامی» قوی‌تر شده‌است.

## در فرهنگ تشیع
شیعیان که معتقد به امامت هستند بر این باورند جانشینی بعد از محمد از جانب خدا تعیین و معرفی می‌شود که همان علی است و محمد وی را به صورت خاص در غدیر خم معرفی کرد و از آن‌ها برای علی بیعت گرفت. فرزندان علی نیز جانشین بعدی محمدند و تمامی آنان معصوم و بدور از هر گونه خطا هستند. خلافت از دیدگاه شیعه انتسابی نیست بلکه جانشینی صلبی وارثی از پدر به پسر است.
از میان امامان اثنی عشری فقط علی و پسرش حسن حکومت واقعی تشکیل دادند ولی بعدها امامان اسماعیلی خلافت فاطمی در مصر را تشکیل دادند که در حال حاضر شاهزاده کریم حسین معروف به آقاخان چهارم، چهل و نهمین امام شیعیان اسماعیلی است. در ایران نیز صفویان داعیهٔ مرشدی می‌کردند. در سودان نیز فردی خود را مهدی موعود و خلیفه خواند. درحال حاضر در میان رهبران شیعه نیز افرادی مانند ملک حسن، محمد ششم، روح‌الله خمینی، سید علی خامنه‌ای و مقتدا صدر رویه ای پیدا و پنهان را داشته‌اند که می‌توان گفت داعیه خلافت داشته و دارند.

## در فرهنگ تسنن
اهل تسنن اعتقادی به تعیین خلیفه از جانب خداوند ندارند لذا قائل به عصمت کامل (از نوع نبوی) بر خلیفه نیستند و معتقدند بعد از مرگ محمد با مراجعه به قرآن و عنایت به آیه شوری خود امت می‌تواند از طریق رأی‌گیری یا بیعت همگانی برای خودشان خلیفه تعیین کنند؛ لذا خلیفه تنها رهبر سیاسی و مسئول امور مسلمین است.
چهار خلیفه اوایل دوره اسلام را خلفای راشدین گویند به ترتیب ابوبکر، عمر، عثمان، علی، که در نزد اهل سنت حرمت خاصی دارند. حکومت‌های اسلامی مثل اموی و عباسی نیز رهبر سیاسی خود را خلیفه می‌نامیدند خلافت با حمله مغولان به اتمام رسید و بعداً حکومت ترکان عثمانی نیز معروف به خلافت عثمانی شد که سلطان عبدالحمید دوم، سی و چهارمین خلیفهٔ عثمانی و آخرین آنها بود تا سال ۱۹۰۹ م با قدرت کامل حکومت کرد بعد از او سلسله عثمانی ضعیف گشت و تبدیل به ترکیه کنونی شد.
ماوردی فقیه بزرگ اهل سنت و یکی از متفکران اندیشه سیاسی سنی و خلافت، در کتاب الاحکام السلطانیه خویش به طرح نظریه درباب حکومت در اسلام از شیوه خلفا تا پادشاهی و وزارت پرداخته‌است و تفسیری کامل از این موضوع بیان کرده‌است.

## خلافت‌ها
تاریخ خلافت‌های مهمی را به خود دیده‌است که مطالعه دربارهٔ تمامی آن‌ها برای علاقمندان تاریخ جالب است. خلافت‌های مهم در تاریخ بشر:
- خلافت راشدین
- خلافت اموی
- خلافت عباسی
- خلافت علی ابن ابی‌طالب
- خلافت فاطمیان
- خلافت عثمانی
- خلافت رسولی
- خلافت موحدون
- خلافت قرطبه
- خلافت سوکوتو